# 格拉迪丝·马林

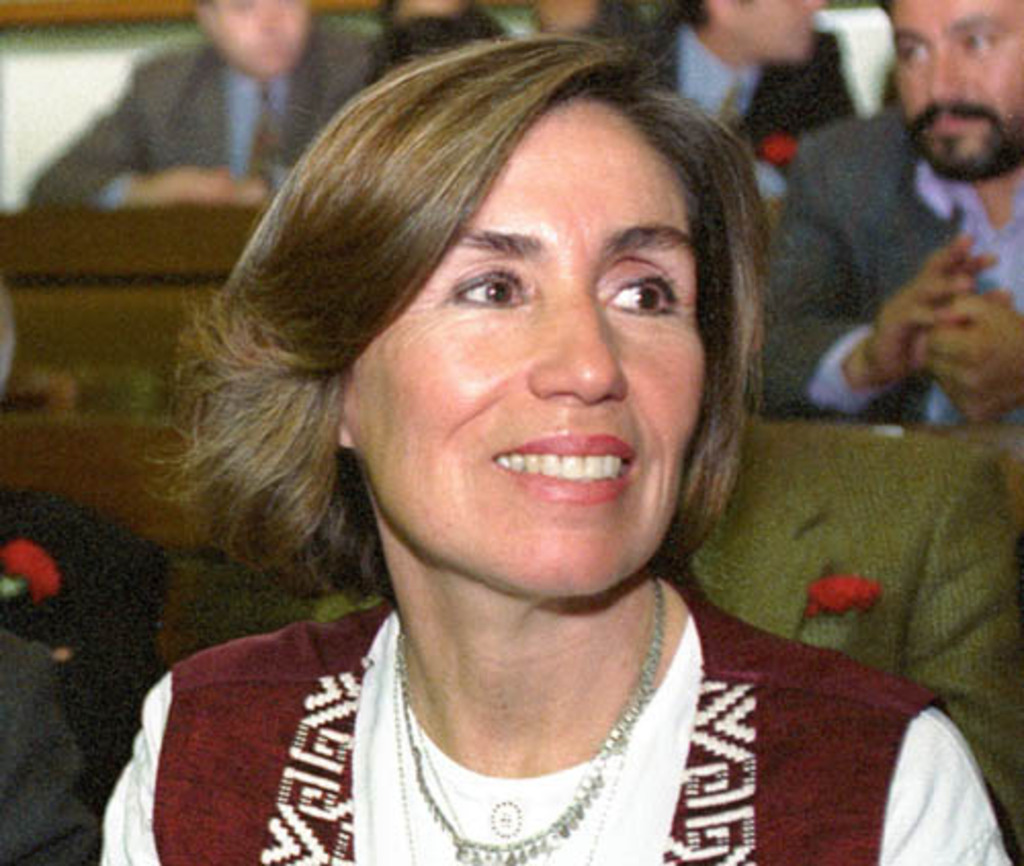
格拉迪丝·马林，摄于1990年

格拉迪丝·德尔·卡门·马林·米利（西班牙語：Gladys del Carmen Marín Millie；1941年7月16日—2005年3月6日）是一位智利政治家。她于1994年—2002年担任智利共产党总书记，此后又担任智利共产党主席直到2005年去世。她是奥古斯托·皮诺切特的坚定反对者，是第一个向他提起诉讼的人，指控他在他的17年独裁统治期间侵犯人权。格拉迪斯·马林是智利国会有史以来当选的最年轻的议员（23岁），也是首位竞选智利总统的女性。